# せたな警察署
せたな警察署（せたなけいさつしょ）は、北海道警察函館方面本部が管轄する警察署の一つである。

## 管轄区域
- 檜山振興局
  - 久遠郡せたな町
  - 瀬棚郡今金町

## 所在地
- 北海道久遠郡せたな町北檜山区徳島4-17

## 沿革
- 1882年 - 江差警察署久遠分署として発足
- 1926年 - 瀬棚警察署、久遠警察署に昇格
- 1942年 - 久遠警察署が廃止され瀬棚警察署に統合
- 1948年 - 警察法施行に伴い、国家地方警察瀬棚地区警察署、瀬棚町及び今金町の各自治体警察の3署での分離発足
- 1954年 - 警察法の改正により北海道警察に統合され函館方面瀬棚警察署となる
- 1957年 - 瀬棚町から東瀬棚町（現せたな町北檜山区）に移転
- 1964年 - 函館方面北檜山警察署と改称
- 2005年 - 檜山北部3町合併により、函館方面せたな警察署と改称

## 組織
- 署長（警視）
- 副署長兼警務課長（警部）
- 警務課（警務係、犯罪被害者支援係、相談係、管理係）
- 会計係
- 刑事・生活安全課（生活安全係、刑事係）
- 地域・交通課（地域係、交通係）
- 警備係

## 交番・駐在所
括弧内は所在地を表す。

### せたな町
- 瀬棚駐在所（久遠郡せたな町瀬棚区本町792-21）
- 大成駐在所（久遠郡せたな町大成区都239-1）
- 宮野駐在所（久遠郡せたな町大成区宮野128-2）
- 若松駐在所（久遠郡せたな町北檜山区若松232-1）

### 今金町
- 今金交番（瀬棚郡今金町字今金118-3）